# Старомаяковская сельская община
Старомаяковская сельская община (укр. Старомаяківська сільська громада) — территориальная община в Березовском районе Одесской области Украина.
Создана 17 июля 2020 года вследствие административно-территориальной реформы в соответствии с постановлением Верховной Рады Украины на базе определения общин распоряжением Кабинета Министров Украины № 720-р от 12 июня 2020 «Об определении административных центров и утверждении территорий территориальных общин Одесской области» в составе Старомаяковского, Викторовского, Николаевского, Новоандреевского, Преображенского сельских советов. Своё название община получила от названия административного центра — села Старые Маяки. Первые выборы на территории общины прошли 25 октября 2020 года. Население общины составляет более 5 тысяч человек. Община расположена на северо-востоке Одесской области на территории Причерноморской низменности. Большая часть общины относится к бассейну реки Журовка, правого притока реки Тилигул. На западе она граничит с Ширяевской поселковой общиной Березовского района, на севере с Ананьевской общиной Подольского района, на востоке с Андреево-Ивановской территориальной общиной, на юге с Петроверовской территориальной общиной Березовского района.

## Населённые пункты
В состав общины входят сёла Старые Маяки, Акимов Яр, Буцы, Золочевское, Новые Маяки, Тимофеевка, Викторовка, Николаевка, Преображенка, Чёрный Кут, Новоандреевка, Лидовка, Скосаревское, Сичнево, Новопавловка, Зирка, Марьевка, Докторово.

## Характеристика общины
По состоянию на 2023 год на территории общины действуют 159 юридических лиц и ФОП. Бюджет общины составил более 66 млн грн. Население обслуживает 41 торговая точка. На территории общины действуют 11 учреждений культуры, 5 учреждений здравоохранения, 4 общеобразовательных школы. 